# Microtis densiflora
Microtis densiflora là một loài thực vật có hoa trong họ Lan. Loài này được (Benth.) M.A.Clem. mô tả khoa học đầu tiên năm 1989.